# Bon d'achat

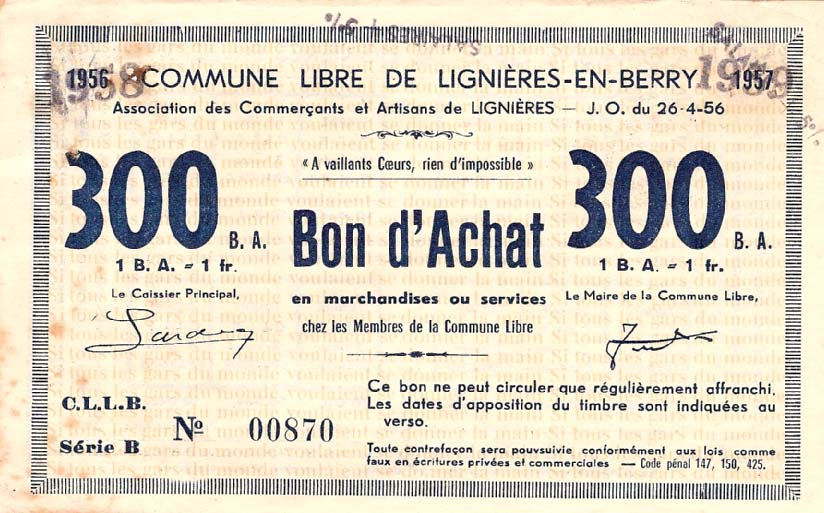
Un bon d'achat de 1956-1957.

Le bon d'achat est assimilable à un avoir, mais un avoir est une reconnaissance de dette tandis que le bon ou coupon d'achat reste comme la monnaie, un moyen de régler ses achats.

## Enjeux du bon d'achat
Il est utilisé par les magasins pour récompenser ses clients les plus fidèles en leur attribuant un bonus, bonus qui ne pourra être utilisé que dans leurs magasins. Avec selon les cas des contraintes horaires, de jour, de quantité, et bien sûr de prix.
Une société demandant à un sous-traitant de faire un travail doit leur envoyer un bon d'achat (Purchase Order, P.O en Anglais) qui permettra au sous-traitant d’établir une facture.

## Démarche d'utilisation du bon d'achat
Il est devenu à la mode ces dernières années afin d'offrir un cadeau à un proche.
Ce cadeau a l'avantage de régler le problème du « Je ne sais pas quoi lui offrir ! », mais à l'inconvénient de laisser apparaître le prix du cadeau, ce qui peut être perçu comme très impoli par certains. L'exemple devenu célèbre de tels cadeaux sont les « box », des coffrets cadeaux à thème selon les envies (livres, jeux vidéo, saut en parachute, massage…). L'heureux receveur prendra les bons d'achats contenus dans la boîte, sur lesquels n'apparaît pas le prix. Il contactera la société partenaire qui lui donnera satisfaction du cadeau de son choix.
Le bon d'achat est aussi un instrument administratif dans le cadre d'une politique sociale. Les personnes ne bénéficient plus d'allocation, mais directement de coupon ou bon sur lequel n'est pas indiqué une valeur précise, mais une quantité dénombrable telle la taille, le poids ou la durée. Il permet de s'assurer que l'argent ainsi attribué est utilisé de la façon entendue. Il a été suggéré que les allocations aux foyers défavorisés devaient être attribuées sous coupon valable dans les magasins pour l'achat de nourriture, notamment fruit et légumes, car il a été prouvé que le prix de ces aliments recommandé par les agences sanitaires de nombreux pays était trop élevé pour les foyers les plus pauvres.
Il en est notamment fait usage dans le cadre de la politique de relance de l'économie en Chine. En la période de crise débutait fin 2008, divers gouvernements locaux demandent aux services publics ainsi qu'à certaines entreprises privées, pour pousser à la consommation, de rémunérer des employés en bons d'achat à hauteur de 10 % du salaire.

## Escroqueries
Appel vers un fixe ou un portable vous annonçant que vous avez gagné un bon d'achat dans une grande enseigne : Pour valider vos coordonnées, il vous faut rappeler un numéro surtaxé (en 0899 par exemple). Au bout du compte, vous ne recevez jamais de bons d'achat. Cette arnaque a d'ailleurs été dénoncée sur la plupart des sites de grandes marques. Parfois en ajoutant « c'est pris en charge par votre opérateur », mais il se retournera contre vous pour vous facturer.